# دون إليس ويلسون
دون إليس ويلسون (بالإنجليزية: Don E. Wilson)‏ هو عالم حيوانات أمريكي، ولد في 30 أبريل 1944 في ديفيس في الولايات المتحدة.

## المنشورات
نشر ويلسون أكثر من ٢٧٠ مطبوعًا علميًا، بما في ذلك كتاب "ثدييات نيو مكسيكو" وثلاثة دراسات موسعة عن الخفافيش. وفي عام ١٩٩٧، نُشر كتاب "الخفافيش موضع تساؤل - كتاب إجابات سميثسونيان". وفي عام ٢٠٠٥، شارك في تحرير (بالتعاون مع ديآن إم ريدر) للعمل المرجعي "أنواع الثدييات في العالم". ومنذ عام ٢٠٠٩، وهو يشارك في تحرير (مع راسل ميترماير [الإنجليزية]) سلسلة كتب "دليل ثدييات العالم"، الصادرة عن دار النشر الإسبانية لنكس إيديشنس. بالإضافة إلى ذلك، نشر الكتب التالية: "حيوان، إنسان، دليل سميثسونيان للثدييات" و "ثدي" عن طريق دار نشر دورلينج كيندرسلي. كما ألف دليلاً ميدانياً لحيوانات الثدييات في أمريكا الشمالية بالإضافة إلى كتاب "كتاب سميثسونيان لثدييات أمريكا الشمالية".